# Zeta Perseidi
Le Zeta Perseidi sono uno sciame meteorico con sigla internazionale ZPE: è uno sciame diurno in quanto il suo radiante è prospetticamente molto vicino al Sole e pertanto le sue meteore non possono essere osservate visualmente ma solo per via radioastronomica.

## Caratteristiche
Questo sciame meteorico fa parte del complesso delle Tauridi e precisamente sono collegate alle Tauridi Sud. Le meteore dello sciame incrociano l'orbita della Terra tra il 20 maggio ed il 5 luglio, il loro picco massimo capita attorno al 9 giugno, durante il quale il loro ZHR è dell'ordine di 20.
Il radiante dello sciame è situato nelle vicinanze delle coordinate celesti 04 H 00 M, + 25º, la velocità geocentrica delle Zeta Perseidi è di 29 km/s.